# 세계지식포럼
세계지식포럼(World Knowledge Forum, WKF)은 아시아 최대 글로벌 비즈니스 포럼으로 지식 공유를 통한 지식격차 해소, 균형잡힌 글로벌 경제 성장과 번영을 논의하는 자리를 제공해왔다.
매년 세계 최고의 비즈니스 리더, 글로벌 기업 CEO, 정치인, 석학, 경제전문가, 국제기구 총수 등 각 분야의 전문가들이 한자리에 모여 급변하는 세계 환경 속에서의 도전과 기회 창출에 있어 지식의 중요성에 대해 논의한다.

## 역대 세계지식포럼

### 24회: 2023년
주제: 초과회복: 테크노 빅뱅: 거인의 어깨 위에 올라선 인류
주요 연사:
- 스티브 워즈니악 애플 공동창업자
- 샘 올트먼 오픈AI 창업자
- 론 클레인 제30대 백악관 비서실장
- 제니 존슨 프랭클린템플턴 회장
- 론 크루셰스키 스타이펄파이낸셜 회장
- 마크 로언 아폴로글로벌매니지먼트 공동창업자
- 앤서니 파우치 미 국립알레르기감염병연구소 제5대 소장
- 올렉산드라 마트비추크 시민자유센터(2022년 노벨평화상 수상) 창립자

### 23회: 2022년
주제: 초과회복: 글로벌 번영과 자유의 재건
주요 연사:
- 존 볼턴 전 백악관 국가안보보좌관
- 프랑수아 올랑드 제24대 프랑스 대통령
- 플뢰르 펠르랭 코렐리아 캐피털 대표
- 파티 비롤 국제에너지기구 (IEA) 사무총장
- 하이파 빈트 모하메드 알 사우드 사우디 아라비아 관광부 차관

### 22회: 2021년
주제: 테라 인코그니타: 공존을 위한 새로운 시대정신을 찾아
주요 연사:
- 비탈릭 부테린 이더리움 창시자
- 김연경 여자배구 전 국가대표 선수
- 마이크 폼페이오 제70대 미국 국무장관
- 대런 애쓰모글루 ′국가는 왜 실패하는가′ 저자
- 바비 브라운 바비브라운 코스메틱스 창업자

### 21회: 2020년
주제: 팬데노믹스: 세계 공존의 새 패러다임
주요 연사:
- 테리사 메이 제76대 영국 총리
- 스티븐 슈워츠먼 블랙스톤 회장
- 존 헤네시 알파벳 회장
- 앙헬 구리아 OECD 사무총장
- 케빈 스니더 맥킨지앤드컴퍼니글로벌 회장
- 래리 핑크 블랙록 CEO
- 대런 애쓰모글루 "국가는 왜 실패하는가" 저자
- 조지 프리드먼 지오폴리티컬퓨처스 설립자
- 엔리코 레타 제55대 이탈리아 총리

### 20회: 2019년
주제: 지식혁명 5.0: 인류 번영을 위한 통찰력
주요 연사:
- 제리 양 야후! 공동창업자
- 에릭 위안 줌 창업자
- 니얼 퍼거슨 스탠퍼드대 후버연구소 선임연구원
- 왕자루이 제12기 중국 전국정치협상회의 부주석
- 스티브 천 유튜브 공동창업자
- 라인스 프리버스 제27대 백악관 비서실장
- 브라이언 두퍼로 AIG CEO
- 조 말론 조말론 창업자
- 밥 우드워드 워싱턴포스트 부편집인

### 19회: 2018년
주제: '집단지성: 글로벌 대혼란 극복의 열쇠'
주요 연사:
- 재닛 옐런 15대 미국 연방준비제도 이사회 의장
- 케르스티 칼률라이드 에스토니아 대통령
- 반기문 전 UN 사무총장
- 허버트 맥매스터 26대 백악관 국가안보회의 보좌관
- 라지브 수리 노키아 CEO
- 쑨 제 씨트립 CEO
- 케네스 프레이저 MSD 최고경영자
- 벤 넬슨 미네르바스쿨 CEO
- 왕 정화 춘추그룹 회장
- 아란차 곤잘레스 국제무역센터 사무총장
- 조슈아 캐럿 유튜버 영국남자

### 18회: 2017년
주제: '변곡점을 넘어, 새로운 번영을 향해'
주요 연사:
- 힐러리 클린턴 전 미국 국무장관
- 프랑수아 올랑드 전 프랑스 대통령 (2012~2016)
- 반기문 전 UN 사무총장
- 올리버 하트 2016 노벨경제학상 수상자
- 장야친 바이두 총재

### 17회: 2016년
주제: '대혁신의 길'
주요 연사:
- 게르하르트 슈뢰더 전 독일 총리 (1998~2005)
- 딕 체니 전 미국 부통령 (2001~2009)
- 에드윈 퓰너 헤리티지재단
- 게오르기오스 파판드레우 전 그리스 총리
- 루이스 기예르모 솔리스 코스타리카 대통령
- 웬디 셔먼 전 미국 정무차관 (2011~2016)

### 16회: 2015년
주제: '새로운 시대 정신을 찾아서'
주요 연사:
- 토니 블레어 전 영국 총리
- 한덕수 전 국무 총리
- 이주열 한국은행 총재
- 기시미 이치로 '미움받을 용기' 저자
- 박원순 35대 서울특별시장

### 15회: 2014년
주제: '세계경제 새로운 태동'
주요 연사:
- 니콜라 사르코지 전 프랑스 대통령

- 요하네스 벨루 E. 머크 KG 파트너위원회 회장
- 토마 피케티 파리경제대학(PSE) 교수
- 장클로드 트리셰 유럽중앙은행(ECB) 전 총재
- 칼 빌트 전 스웨덴 총리
- 하토야마 유키오 전 일본 총리
- 제러미 리프킨 경제동향연구재단(FOET) 소장

### 14회: 2013년
주제: '원아시아 대변혁'
주요 연사:
- 로런스 서머스 하버드대 교수
- 에후드 올메르트 이스라엘 전 총리
- 탁신 친나왓 태국 전 총리
- 살만 칸 칸아카데미 창업자
- 페터 포저 로열 더치 셀 CEO
- 그레고리 맨큐 하버드대 교수
- 리처드 플로리다 토론토대 교수

### 13회: 2012년
주제: '위대한 도약 (글로벌 위기에 대한 새로운 해법: 리더십, 윤리성, 창의력 그리고 행복)'
주요 연사:
- 짐 용 김 세계은행 총재
- 폴 크루그먼 프린스턴대학교 경제학과 교수
- 누리엘 루비니 뉴욕 스턴스쿨 경영대학원 교수
- 맬컴 글래드웰 더 뉴요커 저널리스트
- 마틴 울프 파이낸셜타임스 수석 경제논설위원
- 대니 로드릭 하버드 케네디 스쿨 경제학 교수
- 다론 아제모을루 MIT 경제학과 교수
- 타일러 카우언 조지메이슨대학교 경제학 교수

### 12회: 2011년
주제: '신 경제위기: 글로벌 리더십의 변혁 & 아시아의 도전'
주요 연사:
- 고든 브라운 영국 전 총리
- 래리 서머스 하버드대학교 교수(전 백악관 경제자문위원장)
- 세라 페일린 미국 정치인
- 마이클 샌델 하버드대학교 교수
- 마틴 소럴 WPP 회장
- 니시다 아쓰토시 도시바 그룹 회장
- 에이미 추아 예일대학교 교수
- 톰 앨버니즈 리오 틴토 대표

### 11회: 2010년
주제: '원 아시아 모멘텀, G20 리더십 & 창조적혁신'
주요 연사:
- 토니 블레어 영국 전 총리
- 하토야마 유키오 일본 전 총리
- 리처드 브랜슨 버진그룹 창립자
- 누리엘 루비니 뉴욕대학교 스턴비즈니스스쿨 교수
- 폴 크루그먼 프린스턴대학교 교수(2008년 노벨경제학상 수상자)
- 제프리 캐천버그 드림웍스 CEO
- 닐 퍼거슨 하버드대학교 교수
- 한스 베스트베리 에릭슨 회장
- 도널드 트럼프 주니어 트럼프 그룹 수석 부회장

### 10회: 2009년
주제: '하나의 아시아, 신 경제질서 그리고 경기회복'
주요 연사:
- 조지 W. 부시 미국 43대 대통령
- 게리 해멀 세계최고의 경영구루
- 페터 브라베크레트마테 네슬레 회장
- 폴 크루그먼 프린스턴대학교 교수(2008년 노벨경제학상 수상자)
- 비즈 스톤 트위터 창업자
- 잭 & 수지 웬치 전 GE 회장 & 컬럼니스트
- 나심 니컬러스 탈레브 `블랙스완` 저자
- 짐 로저스 로저스 홀딩스 회장

### 9회: 2008년
주제: '협력의 마법 & 아시아 시대'
주요 연사:
- 마이클 포터 하버드대학교 교수
- 리처드 브랜슨 버진그룹 회장
- 에릭 매스킨 2007년 노벨경제학상 수상자
- 존 하워드 호주 전 총리
- 리처드 레빈 예일대학교 전 총장
- 잭 트라우트 ‘포지셔닝’저자

### 8회: 2007년
주제: '부의 창조 그리고 아시아 시대'
주요 연사:
- 콜린 파월 미국 전 국무장관
- 앨런 그린스펀 미국 연방준비제도 이사회 전 의장
- 에드먼드 펠프스 2006년 노벨경제학상 수상자
- 톰 피터스 톰 피터스 컴퍼니 회장
- 필립 로즈데일 린든 랩 창업자
- 빈턴 G. 서프 당시 구글 수석부사장
- 롤프 옌센 드림소사이어티 저자
- 한스 베스트베리 에릭슨 회장
- 피터 샌즈 스탠다드차타드은행 그룹 최고경영자

### 7회: 2006년
주제: '창조경제'
주요 연사:
- 조지 소로스 소로스 펀드매니지먼트 창업자
- 토머스 C. 셸링(Thomas C. Schelling), 2005년 노벨경제학상 수상자
- 셸리 라저러스(Shelly Lazarus), 오길비&마더 월드와이드 전 CEO
- 자크 아탈리, 플래닛파이낸스 회장
- Craig Mundie, 마이크로소프트 CEO 수석고문
- 리언 브리턴, EU 통상담당 전 집행위원
- Kenneth Rogoff, 하버드대 교수

### 6회: 2005년
주제: '창조와 협력: 새로운 시대를 위한 토대'
주요 연사:
- 잭 웰치 GE 전 회장
- 에드워드 프레스콧 2004년 노벨경제학상 수상자
- 로버트 케이건 카네기 국제평화재단 전 교수
- 폴 제이컵스 퀄컴 회장
- 케번 와츠(Kevan Watts), 메릴린치 인터내셔널 회장
- 랠프 파크스 JP모건 아시아지역 전 회장
- 스티브 엘리스 베인&컴퍼니 다이렉터

### 5회: 2004년
주제: '파트너십을 통한 세계경제의 재도약'
주요 연사:
- 칼리 피오리나 HP 전 회장
- 모리 요시로 일본 전 총리
- 폴 케네디 예일대학교 교수
- 로버트 A. 먼델 1999년 노벨경제학상 수상자
- 김대중 대한민국 전 대통령
- 잔디 데미켈리스, 이탈리아 전 부총리
- 존 도너휴 이베이 CEO
- 피에르장 에브라르트(Pierre-Jean Everaert) 인베브 회장

### 4회: 2003년
주제: '인류번영을 위한 새로운 세계질서와 경제의 창조'
주요 연사:
- 마틴 펠드스타인 미국 경제자문위원회 전 의장
- 짐 콜린스 ‘위대한 기업’저자
- 프랜시스 후쿠야마 존스 홉킨스대학교 교수
- 로빈 뷰캐넌 런던비즈니스 스쿨 전 학장
- 에디트 크레송 프랑스 최초 여성 수상
- 에드윈 J. 퓰너 헤리티지 재단 전 회장

### 3회: 2002년
주제: '위기를 넘어, 새로운 번영을 향해'
주요 연사:
- 마원 알리바바 CEO
- 래리 엘리슨 오라클 창업자
- 마이클 델 델 컴퓨터 CEO
- 조지프 E. 스티글리츠 2001년 노벨경제학상 수상자
- 필립 코틀러 노스웨스턴대학교 켈로그 경영대학원 석좌교수
- 스티븐 커비 '성공하는 사람들의 7가지 습관' 저자
- 오릿 거디시(Orit Gadiesh), 베인 & 컴퍼니 회장
- 데이비드 로이드 존스턴 캐나다 워털루대 전 총장
- 존 리딩 파이낸셜타임스 CEO

### 2회: 2001년
주제: '지식기반경제 시대 인류공영을 위한 비전의 모색'
주요 연사:
- 빌 게이츠 마이크로소프트 창업자
- 수파차이 파닛차팍 WTO 전 사무총장
- 폴 크루그먼 프린스턴대 교수
- 이브 도즈(Yves Doz) 인시아드 경영대학원 교수
- 나가오 마코토(Nagao Makoto) 교토대 전 총장
- 린디웨 헨드릭스(Lindiwe Hendricks) 남아프리카공화국 상공부 전 차관
- 비외른 스티그손(Bjorn Stigson) 세계지속가능발전기업협의회(WBCSD) 전 사무총장
- 아쇽 수타(Ashok Soota) 마인드트리 컨설팅 전 회장 겸 최고경영자

### 1회: 2000년
주제: '지식으로 새 천년 새 틀을 짠다'
주요 연사:
- 레스터 서로 MIT 교수
- 폴 로머 스탠퍼드대학교 교수
- 도널드 존스턴 경제협력개발기구(OECD) 전 사무총장
- 하인리히 로러 1986년 노벨물리학상 수상자
- 라자트 굽타 맥킨지 전 전무이사
- 로버트 데이비스 라이코스 창업자
- 토마스 안데르손 지식경제와 기업 발전을 위한 국제기구(IKED) 대표
- 필립 멜키어 로이터 미디어 사장